# Tim Schels
Tim Schels (* 28. Dezember 1998 in Göppingen) ist ein deutscher Fußballspieler. 

## Karriere

### Verein
Nach seinen Anfängen in der Jugend von der SpVgg Altenerding und vom SC Eintracht Freising wechselte er in die Jugendabteilung der SpVgg Unterhaching. Mit diesem Verein gelang ihm am Ende der Saison 2016/17 der Aufstieg in die 3. Liga. Dort kam er auch zu seinem ersten Profieinsatz, als er am 23. September 2017, dem 10. Spieltag, beim 4:0-Heimsieg gegen den SV Meppen in der 46. Spielminute für Ulrich Taffertshofer eingewechselt wurde. Im Sommer 2018 wechselte er in die Regionalliga Bayern zum SV Heimstetten. Nach zwei Spielzeiten wechselte er im Sommer 2020 an die University of North Carolina, um dort College Soccer zu spielen.

### Nationalmannschaft
Schels hat in den Jahren 2015 und 2016 für die deutsche U-18-Nationalmannschaft drei Spiele bestritten.